# Samtiger Schichtpilz
Der Samtige Schichtpilz (Stereum subtomentosum) ist ein häufiger Pilz aus der Familie der Schichtpilzverwandten (Stereaceae).

## Merkmale
Der Samtige Schichtpilz bildet Fruchtkörper, deren Hüte vollständig vom Substrat abstehen oder an diesem herablaufen. Oftmals, vor allem in ersterem Fall, sind sie dabei etwas gestielt. Sie besitzen insgesamt eine fächer-, muschel- oder halbkreisförmige Gestalt. Die Hüte erreichen eine Breite zwischen drei und zehn Zentimetern und stehen bis zu fünf Zentimeter vom Substrat ab. Sie werden 0,2 bis 0,6 Millimeter dick und besitzen eine lederige Konsistenz.
Die Oberseite ist konzentrisch gezont und feinsamtig. Sie ist schwach wellig-höckerig, im trockenen Zustand rissig und frisch gelblich, grau- bis hell rostfarben-ockerbraun. Später wird sie durch Algen grünlich gefärbt. Der Rand ist oft weiß getönt.
Die Unterseite mit dem Hymenium ist gelblich bis grauocker gefärbt. Der Rand ist im frischen Zustand fast weiß. Wird er angefeuchtet oder gerieben, bekommt er chromgelbe Flecken.
Das Sporenpulver ist weiß und amyloid. Die Sporen selbst sind fast zylindrisch geformt und messen 5–7 × 2–3 Mikrometer.

## Artabgrenzung

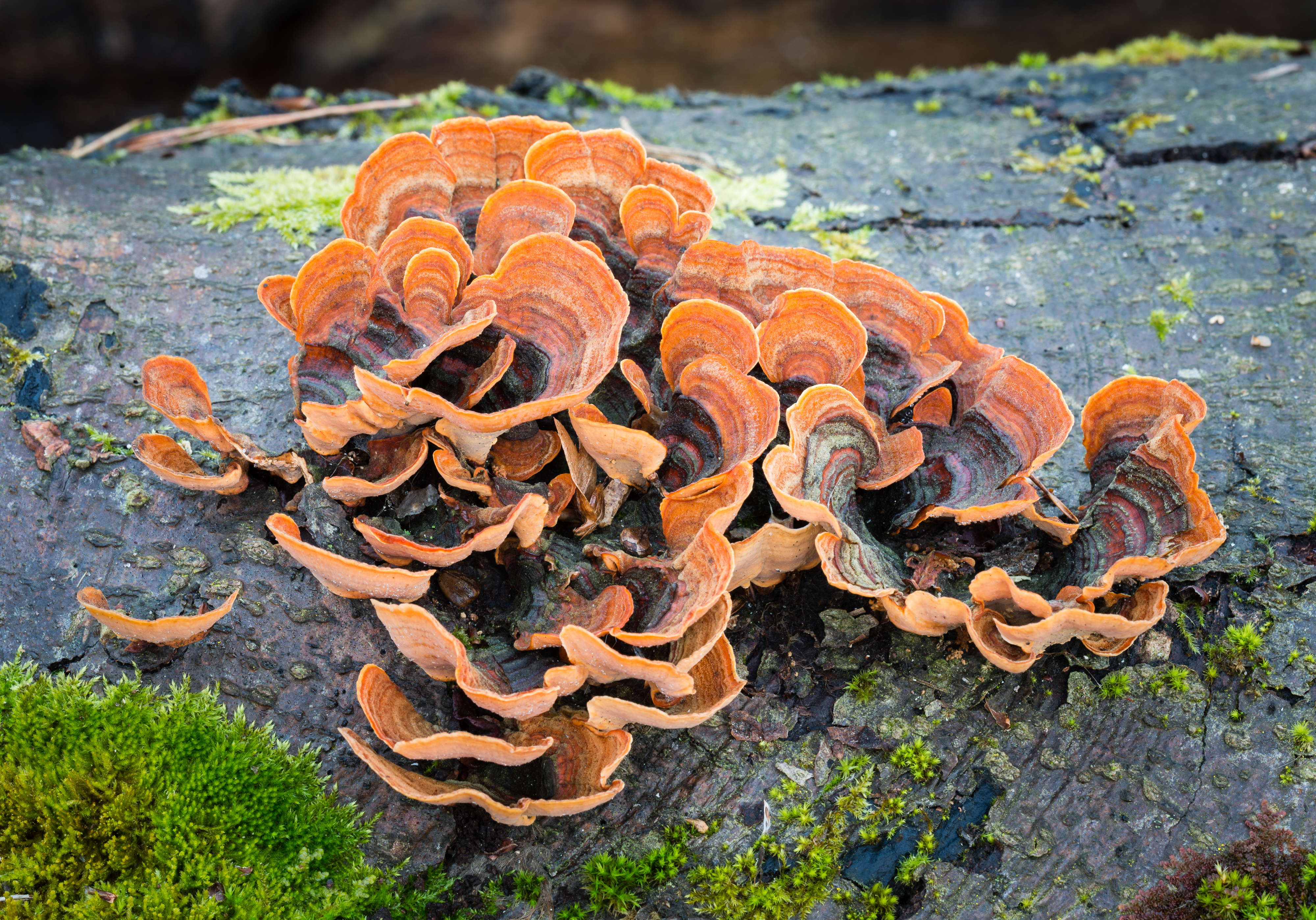
Der Braunsamtige Schichtpilz (Stereum ostrea) sieht dem Samtigen Schichtpilz sehr ähnlich.

Ähnlichkeit besitzt unter anderem der Striegelige Schichtpilz (Stereum hirsutum). Dieser ist allerdings etwas dickfleischiger und besitzt auf der Hutoberseite eine etwas stärkere Behaarung.
Besonders ähnlich ist der Braunsamtige Schichtpilz (St. ostrea). Er ist eher in den wärmebegünstigten Gebieten in der Südhälfte Deutschlands und in Südeuropa anzutreffen. Der Pilz ist im Mittel ein wenig größer, etwas mehr bräunlich gefärbt und seine Hutränder gilben nicht. Entscheidendes Trennmerkmal sind die vorhandenen Pseudoacanthophysen. Dabei handelt es sich um Zellen im Hymenium mit drei bis fünf kleinen Auswüchsen. Sie sind nur angefärbt, beispielsweise mit Melzers Reagenz, sicher erkennbar.

## Ökologie
Der Samtige Schichtpilz kommt in verschiedenen Arten von luft- oder bodenfeuchten Laub- und Mischwäldern, welche reich an Basen und Nährstoffen sind, vor. Dies sind vor allem schattige Waldmeister-, Haargersten- und Tannen-Buchen-Wälder sowie entsprechende Eichen-Hainbuchen- und Birken-Stieleichen-Wälder. Weiterhin ist der Pilz in Weidengebüschen, Pappelforsten sowie an Rändern von stillen und Fließgewässern zu finden. Außerhalb geschlossener Baumbestände wie in Parks und Gärten kommt er eher selten vor.
Die Fruchtkörper erscheinen gesellig und oft reihenweise an stehenden und liegenden Stämmen und Ästen oder an Stümpfen. Sie besiedeln das Substrat in der späten Initial- bis zu mittleren Optimalphase der Vermorschung. Dabei handelt es sich fast ausschließlich um Laubhölzer, vor allem von Erlen und Weiden, aber auch von Rotbuche. In äußerst seltenen Fällen wird auch Nadelholz befallen. Der Pilz ist das ganze Jahr über zu finden.

## Verbreitung
Der Samtige Schichtpilz hat in der Holarktis einen temperaten Verbreitungsschwerpunkt und ist in Nordamerika, Europa und Asien anzutreffen. In Europa reicht das Gebiet von Frankreich in Westen bis in die Slowakei im Osten sowie nordwärts bis zu den Küstenregionen von Fennoskandinavien. In Südeuropa fehlt die Art offenbar oder ist sehr selten; die Vorkommen in Osteuropa sind bisher nicht genügend untersucht. In Deutschland ist der Pilz von der Küste bis in die Alpentäler weit verbreitet.